# Allocosa finkei
Allocosa finkei este o specie de păianjeni din genul Allocosa, familia Lycosidae. A fost descrisă pentru prima dată de Hickman, 1944.
Este endemică în South Australia. Conform Catalogue of Life specia Allocosa finkei nu are subspecii cunoscute.